# 亚松森岛
亞松森島（英語：Asuncion Island）是太平洋北馬里亞納群島中的一個島嶼。該島無人居住。亞松森島位於阿格里漢島西北101公里（63英里）處，毛格群島東南37公里（23英里）處。

## 地理
亞松森島是一座遍布森林的島嶼，形狀呈橢圓形，長3.3公里（2.1英里），寬3公里（1.9英里），面積7.9平方公里（3.1平方英里）。整個島嶼是一座巨大的複式火山，從海底上升到海拔857公尺（2,812英尺）的高度。
該島已被國際鳥盟認定為重點鳥區，因為這裡是馬島冢雉、白喉地鳩、密克羅尼西亞斑鳩和密克羅尼西亞椋鳥的棲息地。